# Demutsgebärde

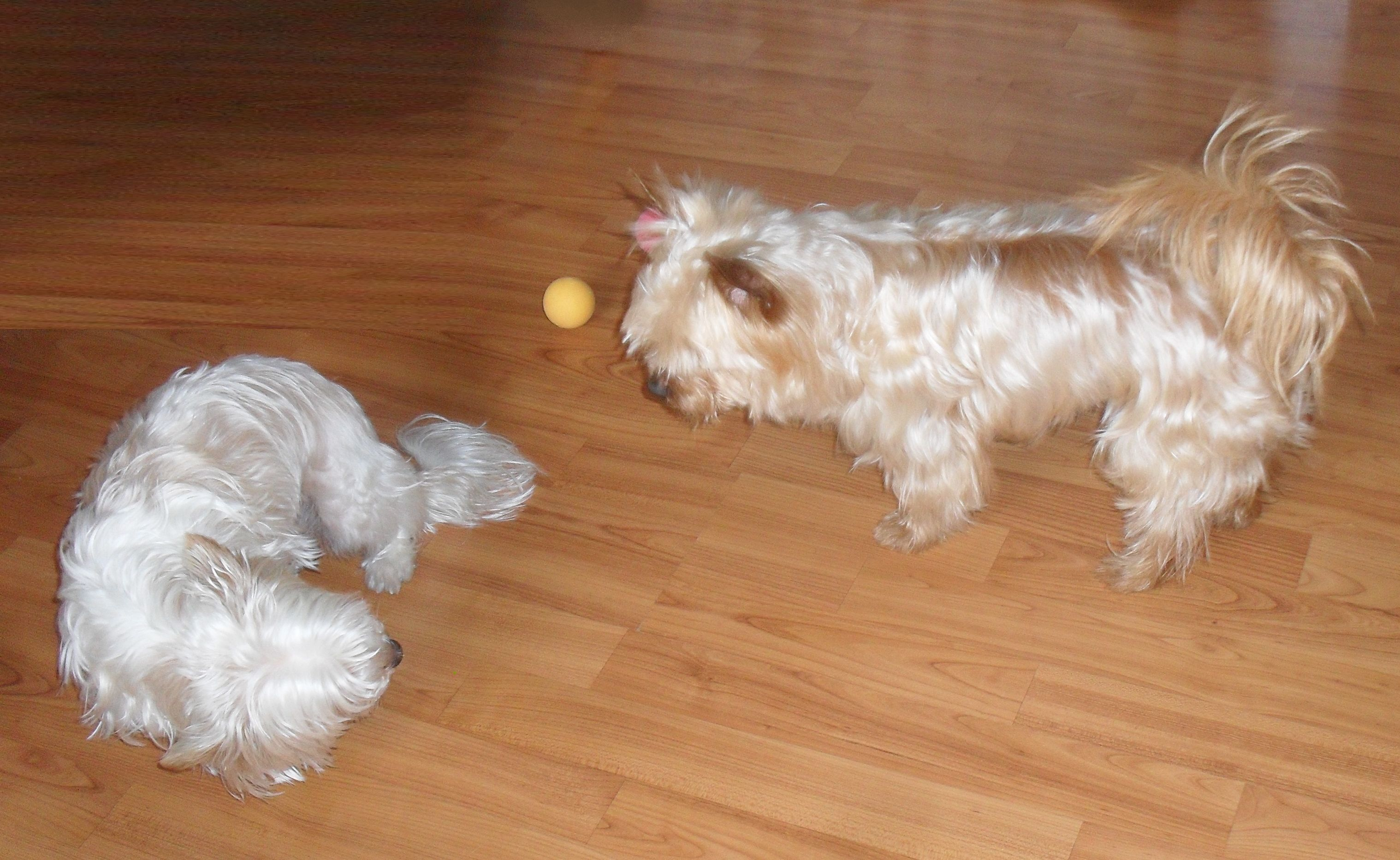
Demutsgebärde einer Hündin (links) vor einem in der Rangordnung höher stehenden Rüden (rechts).

Demutsgebärde, Demutsgeste oder Demutsstellung ist ein Fachbegriff der vor allem von Konrad Lorenz und Nikolaas Tinbergen ausgearbeiteten Instinkttheorie der klassischen vergleichenden Verhaltensforschung (Ethologie). Er bezeichnet ein arttypisches, angeborenes Verhaltensmuster (Beschwichtigungsgebärde) bei sozial lebenden Tierarten, die eine Unterwerfung unter einen ranghöheren Kontrahenten innerhalb einer Rangordnung signalisiert.
Durch dieses Ausdrucksverhalten können über angeborene Auslösemechanismen Auseinandersetzungen um die Rangordnung von vornherein vermieden werden, da das Individuum, das die Demutsgebärde zeigt, hiermit die Position des Ranghöheren anerkennt, so dass eine Auseinandersetzung unnötig wird. Umgekehrt „versteht“ das überlegene Individuum das Signal des Gegners und verhält sich entsprechend.
Kommt es zu einem Kampf, kann das unterlegene Tier dem überlegenen während des Kampfes durch eine Demutsgebärde das Eingeständnis seiner Niederlage signalisieren. Eine solche Geste kann so stark aggressionshemmend wirken, dass der Kampf abgebrochen wird und das unterlegene Tier von möglichen weiteren Verletzungen verschont bleibt. Nach einer kürzeren Definition ist die Demutsgebärde im Kommentkampf die Verhaltensäußerung des Unterlegenen, die beim Sieger eine Tötungshemmung auslöst.
Die im Rahmen der Instinkttheorie von Ethologen als Beschwichtigungsgebärden gedeuteten Verhaltensweisen umfassen zusätzlich alle Verhaltensweisen, durch die innerartliche Aggression vermieden werden kann. Beschwichtigungsgebärden signalisieren somit „Friedfertigkeit“. Derart eingeordnete Verhaltensweisen können beispielsweise während der „Begrüßung“ von einander begegnenden Gruppenmitgliedern oder zwischen den beiden Partnern eines Paares beobachtet werden. Sie können als das Gegenteil von Imponierverhalten und Drohverhalten gedeutet werden.

## Belege
1. ↑  Die Zeit: Das Lexikon in 20 Bänden. Zeitverlag, 3. Band, Hamburg 2005, ISBN 3-411-17563-X, S. 302 f.
2. ↑  Diese Definition folgt Klaus Immelmann: Grzimeks Tierleben, Sonderband Verhaltensforschung. Kindler Verlag, Zürich 1974, S. 624 f.
3. ↑  Friedrich Dorsch, Hartmut O. Häcker, Kurt-Hermann Stapf (Hrsg.): Dorsch – Psychologisches Wörterbuch. 11. Auflage. Verlag Hans Huber, Bern / Stuttgart / Toronto 1987, Nachdruck 1992, ISBN 3-456-81614-6, S. 130.
4. ↑  Irenäus Eibl-Eibesfeldt: Liebe und Haß. Zur Naturgeschichte elementarer Verhaltensweisen. Piper, München 1970, ISBN 3-492-20113-X.